# Toma de Malaca (1511)

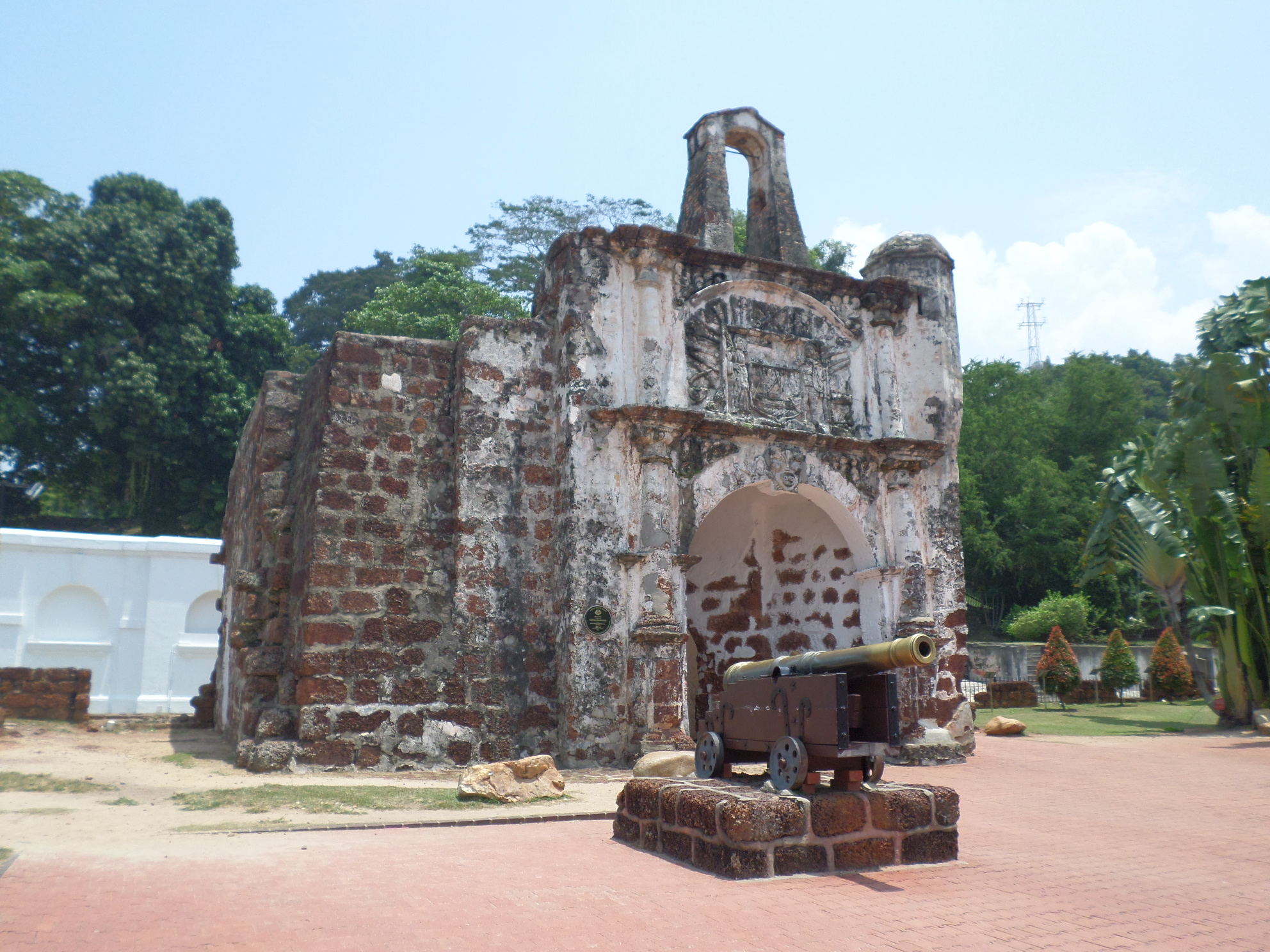
La puerta que sobrevive del fuerte portugués de A Famosa en Malaca

La Toma de Malaca en 1511 ocurrió cuando el gobernador de la India portuguesa Afonso de Albuquerque conquistó la ciudad de Malaca en 1511.
La ciudad portuaria de Malaca controlaba el angosto y estratégico Estrecho de Malaca, a través del cual se concentraba todo el comercio marítimo entre China e India. La captura de Malaca fue el resultado de un plan del rey Manuel I de Portugal, que desde 1505 tenía la intención de vencer a los castellanos en el Lejano Oriente, y el propio proyecto de Albuquerque de establecer bases firmes para la India portuguesa junto a Ormuz, Goa y Aden para controlar en última instancia el comercio y frustrar los envíos musulmanes en el Océano Índico.
Habiendo zarpado de Cochin en abril de 1511, la expedición no pudo dar la vuelta debido a los vientos monzónicos contrarios. Si la empresa fracasase, los portugueses no podrían esperar refuerzos ni regresar a sus bases en la India. Fue la conquista territorial más lejana en la historia de la humanidad hasta entonces.

## Antecedentes
Las primeras referencias portuguesas a Malaca aparecen después del regreso de Vasco de Gama de su expedición a Calicut que abrió una ruta directa a la India alrededor del Cabo de Buena Esperanza. Se describió como una ciudad que estaba a 40 días de viaje de la India, donde se transaban clavo de olor, nuez moscada, porcelanas y sedas y que, supuestamente, estaba gobernado por un soberano que podía reunir a 10 000 hombres para la guerra y era cristiano. Desde entonces, el Rey Manuel mostró interés en establecer contacto con Malaca, creyendo que estaba en, o al menos cerca del, antimeridiano de Tordesillas. En 1505 Francisco de Almeida fue enviado por el rey Manuel I de Portugal como primer virrey de la India portuguesa, con la tarea, entre otras cosas, de descubrir su ubicación precisa.
De Almeida, sin embargo, incapaz de dedicar recursos a la empresa, envió solo dos portugueses de forma encubierta en agosto de 1506, Francisco Pereira y Estevão de Vilhena, a bordo de un barco de un comerciante musulmán. La misión fue abortada una vez que fueron detectados y casi linchados en la costa de Coromandel, llegando por poco a Cochin en noviembre.

## La ciudad
Fundado en el comienzo del siglo XV, a través de Malaca pasó todo el comercio entre China y la India. Como resultado de su posición ideal, la ciudad albergaba muchas comunidades de comerciantes que incluía árabes, persas, turcos, armenios, birmaneses, bengalíes, siameses, peguans y lusongs, siendo los cuatro más influyente los gujaratis musulmanes y javaneses, los hindúes de la costa de Coromandel y china. Según el boticario portugués Tomé Pires, que vivió en Malaca entre 1512 y 1514, se hablaban 84 dialectos en Malaca. El factor portugués Rui de Araújo afirmó que tenía 10 000 casas, con una población estimada de al menos 40 000.
Sin embargo, la ciudad estaba construida en terrenos pantanosos y rodeada de inhóspitos bosques tropicales, y necesitaba importar todo para su sustento, como arroz, provisión vital para los javaneses. Malacca mantuvo un grupo de caníbales capturados de Nueva Guinea a quienes se les dio de comer a los perpetradores de crímenes graves.
Según Brás de Albuquerque, el hijo de Afonso de Albuquerque:

El Reino de Malaca está confinado en una parte por el Reino de Kedah y en el otro por el Reino de Pahang y tiene 100 leguas de largo en la costa y 10 leguas en la tierra a una cordillera que se separó del Reino de Siam. Toda esta tierra estuvo una vez sujeta al Reino de Siam hasta aproximadamente noventa años antes (a la llegada de Afonso de Albuquerque a esas partes) [...] .Brás de Albuquerque, en Comentarios de Grande Afonso de Albuquerque

## Primer contacto con los portugueses

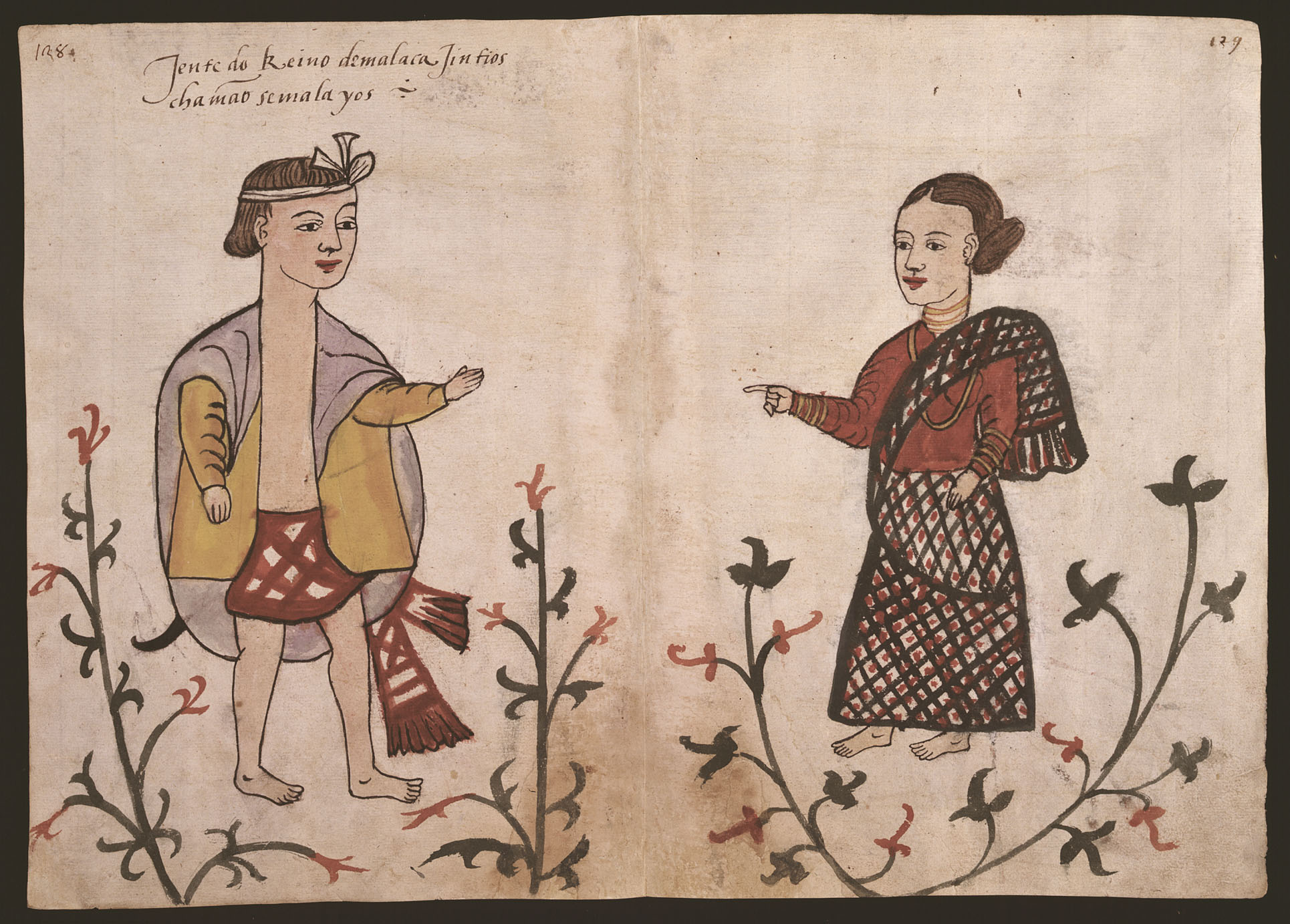
Acuarela portuguesa de la gente malaya de Malaca, cerca de 1540

Poco impresionado con la falta de resultados de Almeida, en abril de 1508 el rey Manuel decidió enviar una flota directamente a Malaca, compuesta por cuatro barcos bajo el mando de Diogo Lopes de Sequeira, que también tenía la tarea de trazar el mapa de Madagascar y reunir información sobre los chinos. Sequeira recibió órdenes reales instruyéndole específicamente para que obtuviera permiso para abrir un puesto comercial y comerciar diplomáticamente, no para responder a ninguna provocación y no abrir fuego a menos que lo dispararan.
En abril de 1509 la flota estaba en Cochin y el virrey, Francisco de Almeida, incorporó otra carraca en la flota para fortalecerla. La decisión no fue del todo inocente ya que a bordo viajaban varios partidarios del rival político de Almeida, Afonso de Albuquerque. Entre sus tripulantes también estaba Ferdinand Magellan.
La expedición llegó a Malaca en septiembre de 1509 e inmediatamente De Sequeira buscó ponerse en contacto con los mercaderes chinos en el puerto quienes lo invitaron a bordo de uno de sus juncos comerciales y lo recibieron muy bien para cenar y le organizaron una reunión con el sultán Mahmud. El Sultán concedió prontamente la autorización portuguesa para establecer un feitoria y proporcionó un edificio vacante para ese fin. Sin embargo, desconfiando de la amenaza que representaban los portugueses para sus intereses, las poderosas comunidades mercantes de gujaratis y javaneses musulmanes convencieron al sultán Mahmud y al Bendahara de traicionar y capturar a los portugueses.
Mientras tanto, De Sequeira estaba tan convencido de la amabilidad del sultán que ignoró la información que Duarte Fernandes, un nuevo cristiano que hablaba parsi obtuvo de una posadera persa de los continuos preparativos para destruir la flota, confirmada incluso por los mercaderes chinos. Estaba jugando ajedrez a bordo de su buque insignia cuando la flota malaya, disfrazada de mercaderes, tendió una emboscada a los barcos portugueses. Los portugueses rechazaron cada intento de abordaje, pero se enfrentaron con la gran cantidad de barcos malayos y no pudieron desembarcar fuerzas para rescatar a los portugueses que se habían quedado en la feitoria, de Sequeira tomó la decisión de navegar de vuelta a la India antes de que comenzara el monzón y los dejó completamente varados en el sudeste asiático. Antes de partir, envió un mensaje al sultán y al bendahara en forma de dos cautivos, cada uno con una flecha en el cráneo, como testimonio de lo que les sucedería si llegara algún daño a los 20 portugueses que se quedaron atrás, que se rindieron.

## Preparativos para la conquista
Al llegar a Travancore en abril, Sequeira escuchó que Afonso de Albuquerque había sucedido a Francisco de Almeida como gobernador de la India portuguesa. Temiendo las represalias de Albuquerque por apoyar previamente a Almeida, Sequeira rápidamente zarpó hacia Portugal.
En esa misma época, en Lisboa, el rey Manuel despachó otra flota más pequeña bajo el mando de Diogo de Vasconcelos para comerciar directamente con Malaca, basándose en la suposición de que De Sequeira había logrado establecer lazos comerciales con la ciudad. Vasconcelos llegó a la isla Anjadip en agosto de 1510, donde encontró al gobernador Afonso de Albuquerque, que descansaba con sus tropas después de no haber capturado Goa unos meses antes, y reveló sus intenciones de navegar a Malaca de inmediato. Mientras tanto, Albuquerque había recibido mensajes de los cautivos de Malaca, escritos por el factor Rui de Araújo, y enviados a través de los mensajeros del mercader más poderoso de Malaca, un hindú llamado Nina Chatu que intercedió por los portugueses. Araújo detalló la fuerza militar del Sultán, la importancia estratégica de Malaca y su atroz cautiverio. Por lo tanto, Albuquerque era plenamente consciente de que para Vasconcelos llegar a Malacca con una fuerza tan escasa era un suicidio, y logró convencerlo para que, a regañadientes, lo ayudara a capturar Goa más tarde ese mismo año.
Con Goa firmemente en manos portuguesas en diciembre, Vasconcelos insistió en que se le permitiera ir a Malaca, lo cual fue denegado. Vasconcelos se amotinó e intentó zarpar contra las órdenes del gobernador por lo que fue encarcelado y sus pilotos ahorcados. Albuquerque asumió el mando directo de la expedición y en abril partió de Cochin junto con 1000 hombres y 18 barcos.

### Cruce del océano Índico
Durante el viaje al sudeste de Asia, la armada perdió una galera y una vieja carraca. En Sumatra, la flota rescató a nueve prisioneros portugueses que habían logrado escapar al Reino de Pedir; informaron a Albuquerque que la ciudad estaba internamente dividida, y que el Bendahara había sido asesinado recientemente. Allí también interceptaron varias propiedades comerciales del Sultanato de Gujarat, un enemigo de los portugueses.
Pasando por Pacem, los portugueses encontraron un gran junco, más grande de hecho que su buque insignia, la «Flor do Mar». Los portugueses ordenaron que se detuviera, pero rápidamente abrió fuego contra la flota, tras lo cual los portugueses rápidamente siguieron su ejemplo. Sin embargo, se dieron cuenta de que sus bombardeos eran en su mayoría ineficaces ya que sus balas de cañón rebotaban en el casco del junco. Sin embargo, después de dos días de bombardeo continuo, destruyeron el timón, derribaron los mástiles y se mató a la mayoría de su tripulación, y el junco se rindió. Una vez a bordo, los portugueses encontraron un miembro de la familia real de Pacem, a quien Albuquerque esperaba poder intercambiar por los prisioneros portugueses.

## Conquista portuguesa

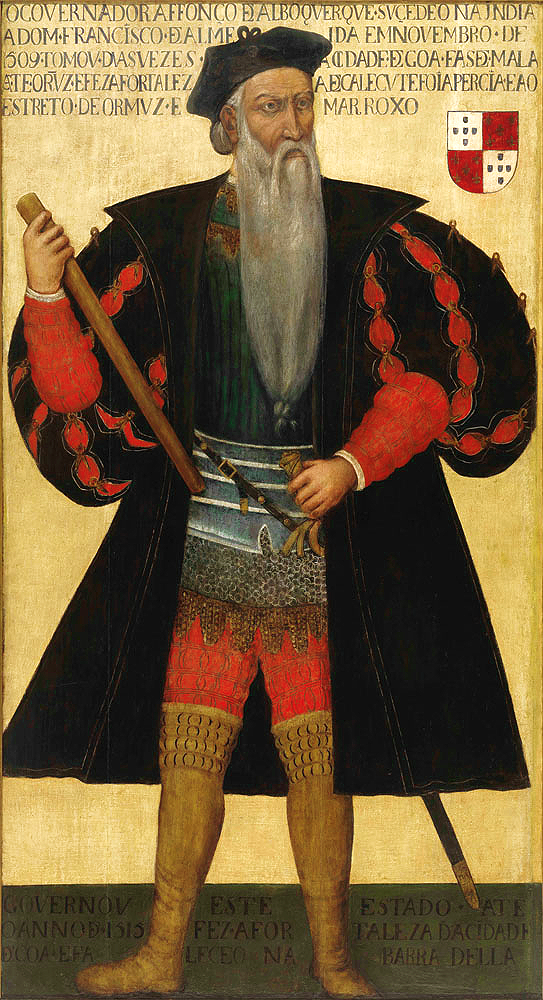
Afonso de Albuquerque, segundo gobernador de la India portuguesa

Para el 1 de julio, la armada llegó a Malacca, salvando sus armas y exhibiendo arreglos de batalla, lo que causó gran conmoción en el puerto. Albuquerque declaró que ningún barco debía zarpar sin su permiso e inmediatamente trató de negociar el regreso seguro de los prisioneros restantes aún atrapados en Malacca. Como Albuquerque consideraba que la conducta del sultán había sido traidora, exigió que los prisioneros fueran devueltos sin un rescate como muestra de buena fe, pero el sultán respondió con respuestas vagas y evasivas e insistió en que Albuquerque firmara un tratado de paz de antemano. En realidad, el Sultán estaba tratando de ganar tiempo para fortificar la ciudad y devolver el llamado a la flota, cuyo almirante los portugueses identificaron como Lassemane.
Mientras tanto, Albuquerque siguió recibiendo mensajes del prisionero Rui de Araújo, quien informó a Albuquerque de la fortaleza militar del sultán, a través de Nina Chatu. El sultán podía reunir 20 000 hombres, que incluían arqueros turcos y persas, miles de piezas de artillería y 20 elefantes de guerra, pero notó que la artillería era tosca y carecía de suficientes artilleros. El mismo Albuquerque le informaría al Rey que solo 4000 de ellos estaban listos para la batalla.
El Sultán de su parte no estaba demasiado intimidado por el pequeño contingente portugués. Más tarde, Albuquerque le escribiría al rey Manuel que, para su gran consternación, el sultán de alguna manera había logrado calcular correctamente el número total de soldados a bordo de su flota con un margen de error de "menos de tres hombres". Así, permaneció en la ciudad organizando su defensa, "sin darse cuenta del gran peligro en el que se estaba metiendo".
Después de semanas de estancadas negociaciones, a mediados de julio los portugueses bombardearon la ciudad. Sorprendido, el sultán liberó rápidamente a los prisioneros y Albuquerque aprovechó la oportunidad para exigir aún más una pesada compensación: 300 000 cruzados y autorización para construir una fortaleza donde quisiera. El Sultán se negó. Presumiblemente, Albuquerque ya había anticipado la respuesta del sultán en ese momento. El gobernador reunió a sus capitanes y reveló que un asalto tendría lugar la mañana siguiente, 25 de julio, día de Santiago.
Durante las negociaciones, Albuquerque recibió la visita de representantes de varias comunidades comerciales, como los hindúes, quienes expresaron su apoyo a los portugueses. Los chinos se ofrecieron a ayudar en lo que fuera posible. Albuquerque no solicitó más que varias barcazas para ayudar a desembarcar a las tropas, diciendo que no deseaba que los chinos sufrieran represalias si el ataque fracasaba. También los invitó a una galera para ver la lucha de forma segura desde lejos, y autorizó a cualquiera que deseara zarpar, lo que dejó a los chinos con una muy buena impresión de los portugueses.

## Primer asalto
Albuquerque dividió sus fuerzas en dos grupos, uno más pequeño bajo el mando de Dom João de Lima y otro más grande que él comandó personalmente. El aterrizaje comenzó a las 2 a. m. de la mañana. Mientras que la flota portuguesa bombardeó posiciones enemigas en la costa, la infantería remaba sus barcos en las playas a ambos lados del puente de la ciudad. Inmediatamente quedaron bajo fuego de artillería de las poblaciones de Malayan, aunque fue en gran parte ineficaz.
Albuquerque aterrizó sus fuerzas al oeste del puente, conocido como Upeh, mientras que Dom João de Lima aterrizó en el lado este, Ilher, donde se encontraban el palacio del sultán y una mezquita. Una vez en tierra, los portugueses arrojaron las plataformas protectoras de las barcazas sobre la arena para caminar sobre los caltrops y las minas de pólvora esparcidas por todos lados.
Protegidos por cascos de acero y pectorales, y con los Fidalgos ataviados con una armadura de placas completa a la cabeza, los portugueses cargaron contra las posiciones defensivas malayas, haciendo añicos cualquier resistencia casi de inmediato. Con las poblaciones vencidas, el escuadrón de Albuquerque empujó a los defensores de vuelta a la calle principal y procedió hacia el puente, donde se enfrentaron a una dura resistencia y un ataque desde la retaguardia.
En el lado este, el escuadrón de Dom João enfrentó un contraataque por parte del cuerpo real de elefantes de guerra, comandado por el propio sultán, su hijo Alauddin y su yerno, el sultán de Pahang. Brevemente conmocionados, los Fidalgos portugueses levantaron sus picas y atacaron al elefante real, causando que se alejara en pánico, dispersando a los otros elefantes y arrojando a las tropas que seguían en desorden. El Sultán se cayó de su elefante y fue herido, pero logró escapar en medio de la confusión. Para la mitad del día, los dos grupos portugueses se habían reunido en el puente, rodeando a los últimos defensores que saltaron al río donde fueron interceptados por tripulaciones de barcazas de desembarco portuguesas. Con el puente seguro, los portugueses levantaron sábanas de lona para proteger a la exhausta infantería del intenso sol. Sin embargo, el asalto fue suspendido cuando Albuquerque se dio cuenta de cuán cortas eran las provisiones que tenían, y ordenó a las tropas que se embarcaran de nuevo, incendiando el palacio real y la mezquita a lo largo del camino.
Para evitar que los malayos volvieran a tomar posiciones en el puente, al día siguiente los portugueses tomaron una porquería, la armaron con artillería, que incluía disparos rápidos de pistolas y largas picas para evitar que fuera embestida por balsas incendiarias, y la remolcaron hacia el puente En la desembocadura del río, encalló y de inmediato estuvo bajo fuego pesado; su Capitán, António de Abreu, recibió un disparo en la cara, pero fue implacable con su puesto, declarando que ordenaría que el barco saliera de su lecho de enfermo si fuera necesario.

## Segundo asalto
El 8 de agosto, el gobernador sostuvo un consejo con sus capitanes en el que invocaba la necesidad de asegurar la ciudad para cortar el flujo de especias hacia El Cairo y La Meca a través de Calicut y evitar que el islam se apoderara. Para este asalto, Albuquerque aterrizó la totalidad de su fuerza, dividida en tres grupos, en el lado occidental de Malacca - Upeh - con el apoyo de una pequeña carabela, una galera y lanchas de desembarco armadas como cañoneras. A medida que la chatarra se desprendía de la creciente marea de la mañana, dibujaba el fuego de los defensores mientras navegaba hacia el puente, comenzaba el aterrizaje, mientras la armada bombardeaba la ciudad. Una vez en tierra, los portugueses volvieron a vencer rápidamente las defensas malayas y recuperaron el puente, entonces desprovisto de defensores. A ambos lados, los portugueses levantaron barricadas con barriles llenos de tierra, donde colocaron artillería.
Con el puente fortificado y asegurado con suficientes provisiones, Albuquerque ordenó que algunos escuadrones y varios Fidalgos corrieran por las calles y neutralizaran los emplazamientos de armas malayanas en los tejados, cortando a cualquiera que se resistiera, con la pérdida de muchos civiles.
El 24 de agosto, cuando la resistencia del Sultán disminuyó, Albuquerque decidió tomar el control total de la ciudad, al mando de 400 hombres en filas de 6 hombres de ancho por las calles, al sonido de los tambores y trompetas, eliminando cualquier resto de resistencia. Según Correia, los malayos estaban muy asustados por las picas pesadas portuguesas "que nunca habían visto antes".
La operación de limpieza tomó 8 días. Incapaz de oponerse más a los portugueses, el sultán reunió su tesoro real y lo que quedaba de sus fuerzas y finalmente se retiró a la jungla.

### La captura
Con la ciudad asegurada, Albuquerque ordenó el saqueo de Malacca, de la manera más ordenada posible. Durante tres días, desde la mañana hasta el anochecer, a los grupos se les dio un tiempo limitado para correr por turnos a la ciudad y regresar a la playa con todo lo que pudieran llevar. Estaban estrictamente prohibidos de saquear la propiedad de chinos, hindúes, javaneses y peguanos, que habían apoyado a los portugueses y se les dieron banderas para marcar sus hogares. La población general de Malaca resultó ilesa. El botín fue inmenso: más de 200 000 cruzados volvieron a la Corona junto con 3000 bombardas de bronce y hierro y varios esclavos. Según Correia, los soldados regulares recibían más de 4000 cruzados cada uno, los capitanes recibían hasta 30 000; En ese momento, 1000 cruzados era aproximadamente el equivalente al ingreso anual de un conde en Portugal. Albuquerque recuperó de la expedición un taburete incrustado de joyas, cuatro leones dorados e incluso un brazalete de oro que se decía que tenía la propiedad mágica de evitar que el usuario sangrara. Estimó que dos tercios de la riqueza de la ciudad se mantuvo.

## Consecuencias
La operación costó a los portugueses 28 muertos, además de muchos más heridos. A pesar del impresionante número de piezas de artillería y armas de fuego del Sultán, fueron en gran medida ineficaces. La mayoría de las bajas portuguesas fueron causadas por flechas envenenadas.
El Sultán fue desalojado, pero no estaba fuera de combate. Se retiró unos pocos kilómetros al sur de Malacca, a la desembocadura del río Muar, donde se encontró con la armada y montó el campamento, esperando que los portugueses abandonaran la ciudad una vez que hubieran terminado de saquearla.

### La fortaleza

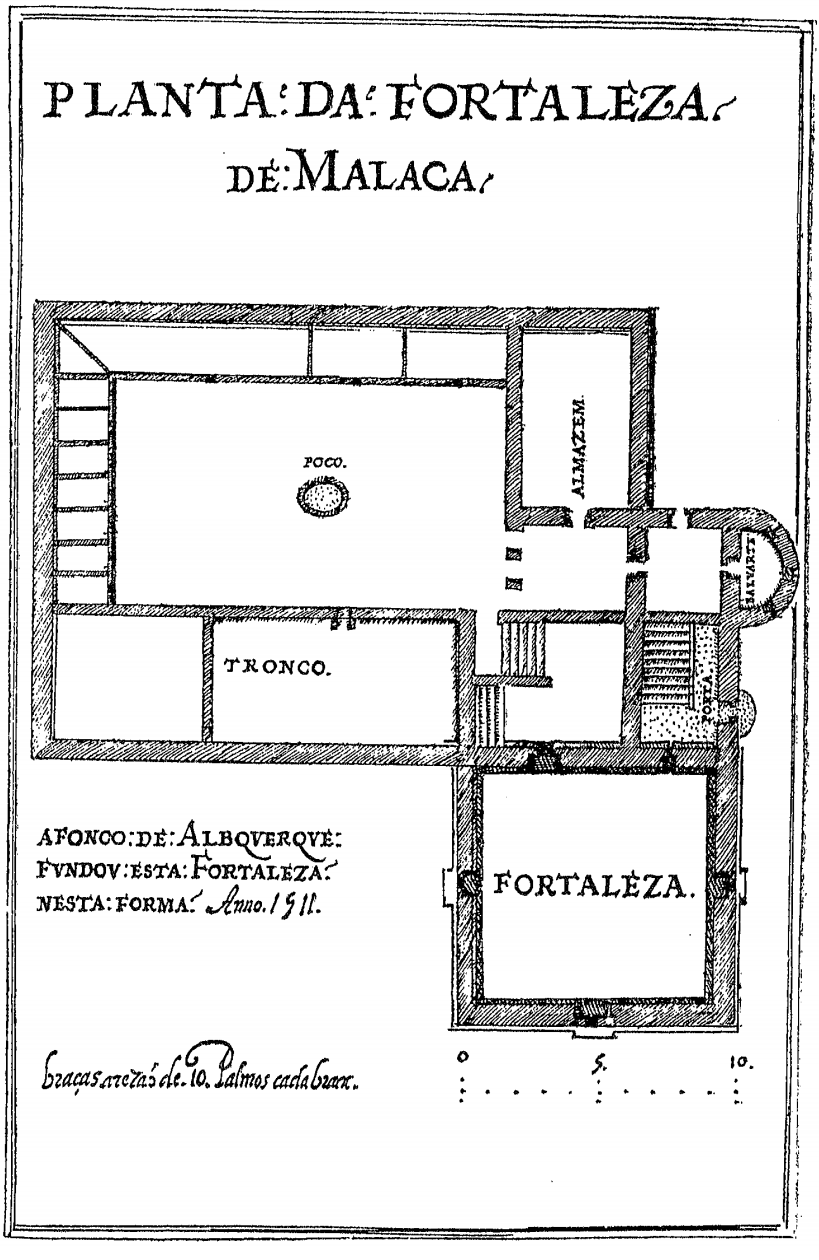
Plano de planta de la fortaleza original construida en 1511

Contrario a las esperanzas del Sultán, Albuquerque no deseaba simplemente saquear la ciudad, sino mantenerla permanentemente. En ese sentido, ordenó la construcción de una fortaleza cerca de la costa, que se hizo conocida como A Famosa, debido a su torreón inusualmente alto, de más de dieciocho metros de altura. La piedra fue traída por barcos ya que no había suficiente en la ciudad para su finalización. Tenía una guarnición de 500 hombres, 200 de los cuales estaban dedicados al servicio a bordo de los 10 barcos que quedaron como flota de servicio de la fortaleza.

### Administración y diplomacia
Cuando las hostilidades cesaron, Albuquerque inmediatamente se dio cuenta de que el mantenimiento de una ciudad tan lejana dependería en gran medida del apoyo que los portugueses pudieran reunir de la población local y las entidades políticas vecinas. Aseguró a los habitantes que podrían continuar con sus asuntos normalmente. Nina Chatu fue nominada como la nueva Bendahara de Malaca y representante de la comunidad hindú. Las comunidades de Java, Lusong y Malasia también obtuvieron sus propios magistrados (aunque el representante de Java, Utimuta Raja, sería ejecutado y reemplazado poco después por conspirar con el sultán exiliado). El juicio de Utimuta Raja fue el primer acto de justicia que los portugueses llevaron a cabo en Malaca de acuerdo con la Ley Romana., con lo cual "la gente de Malaca se sintió muy aliviada de ese tiroteo, y nos consideró gente de mucha justicia".

Si aprecian nuestra justicia, franqueza y clemencia, yo reclamo que todos vendrán [a Malacca] para construir sus casas con muros de oro. Albuquerque a su consejo de capitanes, 8 de agosto.

Una nueva moneda fue acuñada con el apoyo de Nina Chatu y se organizó un desfile a través de las calles de la ciudad, en el que las nuevas monedas fueron arrojadas de cuencos de plata a la población de once elefantes. Dos heraldos proclamaron las nuevas leyes, una en portugués y otra en malayo, seguidas por las tropas portuguesas que marchaban detrás, tocando trompetas y tambores, "para gran asombro de los lugareños", como lo dice Correia.
Se enviaron misiones diplomáticas a Pegu y Siam para asegurar aliados, así como nuevos proveedores de alimentos vitales como el arroz, para reemplazar a los javaneses, que eran hostiles a los portugueses. Albuquerque ya había enviado un enviado, Duarte Fernandes, a Siam en julio, mientras el asalto a la ciudad todavía estaba en curso, y un intercambio de diplomáticos aseguró el firme apoyo del Rey de Siam, que despreciaba al Sultán de Malaca y le regaló el blanco elefante que el rey Manuel finalmente enviaría al Papa en 1514. El Reino de Pegu también confirmó su apoyo a los portugueses y en 1513 los juncos llegaron del Pegu para comerciar en Malaca.
Mientras permaneció en la ciudad, Albuquerque recibió enviados y embajadores de muchos reinos malayos e indonesios (que incluían incluso al yerno del sultán Mahmud, el sultán de Pahang), con obsequios dedicados al rey de Portugal.

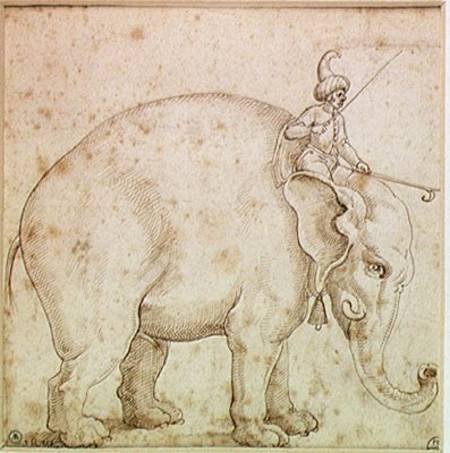
Elefante Hanno y su mahout, pluma y tinta, 1575, Museo de Bellas Artes de Angers

Los portugueses recuperaron un gran mapa de un piloto javanés, que según Albuquerque mostraba:

... el Cabo de Buena Esperanza, Portugal y la tierra de Brasil, el Mar Rojo y el Mar de Persia, las Islas del Clavo, la navegación de los chinos y los Gom, con sus rutas rumbo y directo seguidos por los barcos, y el interior, y cómo los reinos se limitan entre sí. Me parece a mí. Señor, que esto fue lo mejor que he visto en mi vida, y Su Alteza estará muy complacida de verlo, tenía los nombres escritos en javanés, pero tenía conmigo a un javanés que podía leer y escribir. Le envío esta pieza a Su Alteza, que Francisco Rodrigues rastreó del otro, en la que Su Alteza puede ver realmente de dónde vienen los chinos y Gores, y el rumbo que deben seguir sus barcos. llevar a las islas Clove, y donde se encuentran las minas de oro, y las islas de Java y Banda . Carta de Albuquerque al rey Manuel I de Portugal, 1 de abril de 1512.

Parte de la información sugiere que ya se hicieron adaptaciones basadas en mapas portugueses saqueados de la feitoria. Con tal conocimiento, los portugueses aprendieron el camino a las legendarias "Islas de las Especias", y en noviembre, Albuquerque organizó una expedición de tres naos y 120 hombres para alcanzarlos, bajo el mando de António de Abreu, quien había estado previamente en el comando de la basura. Fue el primer europeo en navegar en el océano Pacífico.
Cuando Albuquerque dejó Malaca en enero de 1512, los habitantes lloraron su partida. Alrededor del extremo noroeste de Sumatra, la flota enfrentó una tormenta que destruyó la nave insignia de Albuquerque, Flor do Mar, con la pérdida de documentación, una carta oficial del Rey de Siam y el botín y los regalos destinados al Rey Manuel, con a excepción de un gran rubí, una espada decorada y una copa de oro enviada por el Rey de Siam que la tripulación logró salvar.
En 1513, Jorge Álvares partió de Malaca y llegó a Cantón, para finalmente establecer contacto con China.

### Defensa de Malaca y el destino del Sultán
Poco después de la partida de Albuquerque, la ciudad sufrió un acoso por parte de las fuerzas del Sultán, pero para entonces los portugueses podían contar con más de 500 hombres proporcionados por los habitantes de la ciudad para ayudarlos a repeler el ataque. En mayo, los portugueses, junto con más de 2000 aliados locales bajo el mando de Gaspar de Paiva, obligaron al sultán a abandonar su campamento junto al río Muar. El Sultán luego se retiró al Sultanato de Pahang, donde evitó por poco un intento de asesinato. Después, se mudó a Bintan, un reino insular al sureste de Singapur que usurpó para librar una guerra contra los portugueses en Malaca, acosando a la ciudad, su comercio y saboteando sus relaciones diplomáticas con China, hasta que los portugueses finalmente devastó Bintan en 1526, devolviéndola a su legítimo gobernante y vasalizando el reino. Su hijo, Alauddin, iba a fundar el Sultanato de Johor y desarrollar relaciones más o menos pragmáticas con los portugueses.
La ciudad estaría en manos portuguesas hasta su toma por los neerlandeses el 14 de enero de 1641.